# Isosturmia japonica
Isosturmia japonica là một loài ruồi trong họ Tachinidae.